# Efterbevakning
Efterbevakning är den övervakning som utförs i ett område efter en skogsbrand så att en återantändning inte ska ske.
Vid en skogsbrand är det i Sverige primärt räddningstjänsten som utför släckningsarbetet. När räddningsledaren bedömer att arbetet inte längre är räddningstjänst så ska ansvaret övergå till markägaren. Räddningsledaren ger då om möjligt markägaren ett skriftligt beslut på att räddningstjänsten överlämnat ansvaret för efterbevakning till markägaren. Räddningstjänsten ger också markägaren råd om hur denne bör utföra efterbevakningen.
Om branden skett på privat skogsmark är det vanligt att markägaren eller markägarna själva sköter efterbevakningen tillsammans med anhöriga och vänner. Skogsbolag väljer ofta att anlita företag som bedriver skogsentreprenad för efterbevakningen. Om  markägaren inte går att nå eller om denne inte kan få till stånd en efterbevakning kan räddningstjänsten utföra efterbevakningen på markägarens bekostnad.
Efterbevakning kan pågå från några timmar till åtskilliga dygn. Tiden för efterbevakning beror på flera faktorer, bland annat vilket väder som råder och kommer att råda närmsta tiden och hur marken ser ut vid brandområdet.

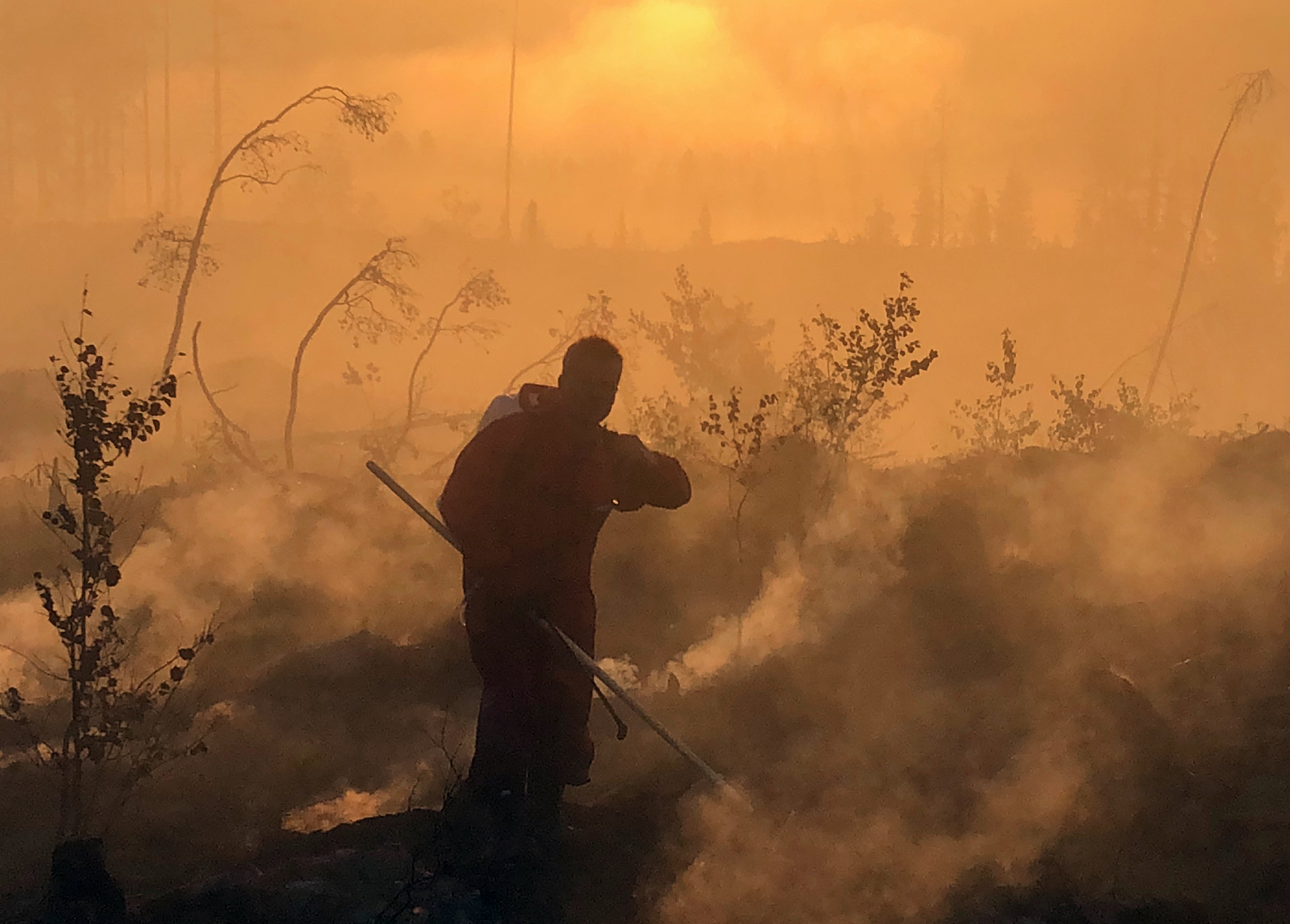
Efterbevakning vid skogsbrand.